# Herman Moll

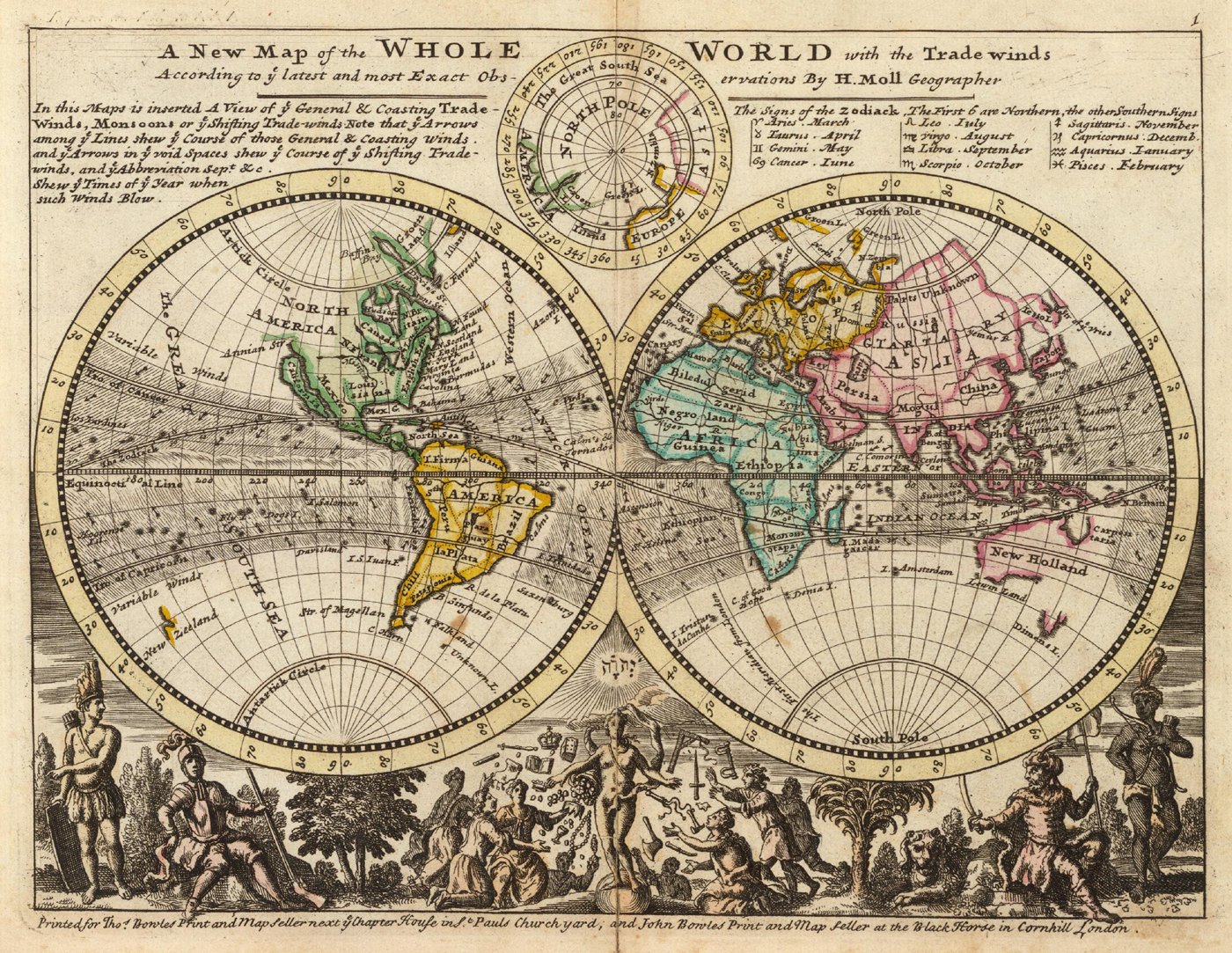
A new map of the whole world with the trade winds (1736)

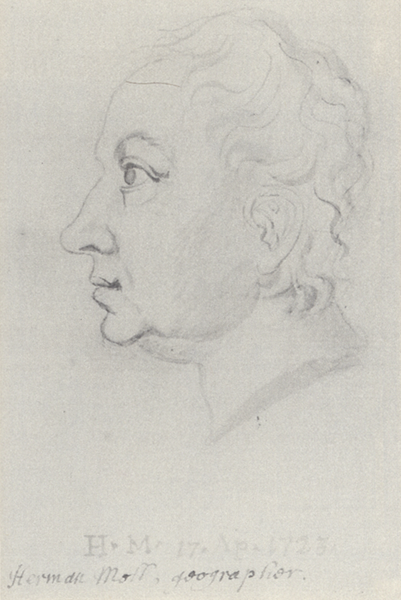
Retrato de Hermann Moll por William Stukeley.

Herman Moll (22 de setembro de 1654 –  1732) foi um cartógrafo, gravurista e editor neerlandês. Moll residiu em Inglaterra a partir de 1678 e abriu uma livraria e mapoteca em Londres. Fez mapas dos seus estudos de outros cartógrafos.
Um dos mapas de Moll da Terra Nova, publicado na década de 1680, mostra Pointe Riche, o limite meridional da Costa francesa da Terra Nova em 47°40' de latitude. Em 1763 os franceses tentaram usar este mapa para estabelecer a sua pretensão à costa ocidental da Terra Nova, dizendo que Point Riche e o cabo Ray eram o mesmo promontório. O governador Hugh Palliser e o Capitão James Cook encontraram provas que refutavam a pretensão de Moll e em 1764 os franceses aceitaram a colocação de Pointe Riche perto de Port au Choix.

## Origem
Moll tem origens incógnitas. Devido ao seu importante trabalho em cartografia neerlandesa e ao facto de ter feito uma grande viagem nos seus anos finais ao serviço dos Países Baixos, supõe-se que seja de Amesterdão ou Roterdão. O nome "Moll" não era apenas neerlandês mas também de origem alemã. Dennis Reinhartz tem uma biografia de Moll onde afirma que ele teria vendo de Bremen . O seu ano de nascimento, também desconhecido, é apontado frequentemente como 1654.

## Obras
- Thesaurus Geographicus (1695)
- A System of Geography (1701)
- A History of the English Wars (1705)
- The History of the Republick of Holland (1705)
- A Description of all the Seats of the present Wars of Europe (1707)
- Fifty-Six new and accurate Maps of Great Britain (1708)
- The Compleat Geographer (1709)
- Atlas Manuale (1709)
- A View of the Coasts, Countries, and Islands within the limits of the South-Sea-Company (1711)
- Atlas Geographus (1711−1717)
- The World Described (1715)
- Atlas Minor (1719)
- Thirty two new and accurate Maps of the Geography of the Ancients (1721)
- A Set of fifty New and Correct Maps of England and Wales (1724)
- A Set of thirty-six New and Correct Maps of Scotland (1725)
- A Set of twenty New Maps of Ireland (1728)
- Roads of Europe (1732)